# Edmund Ludlow

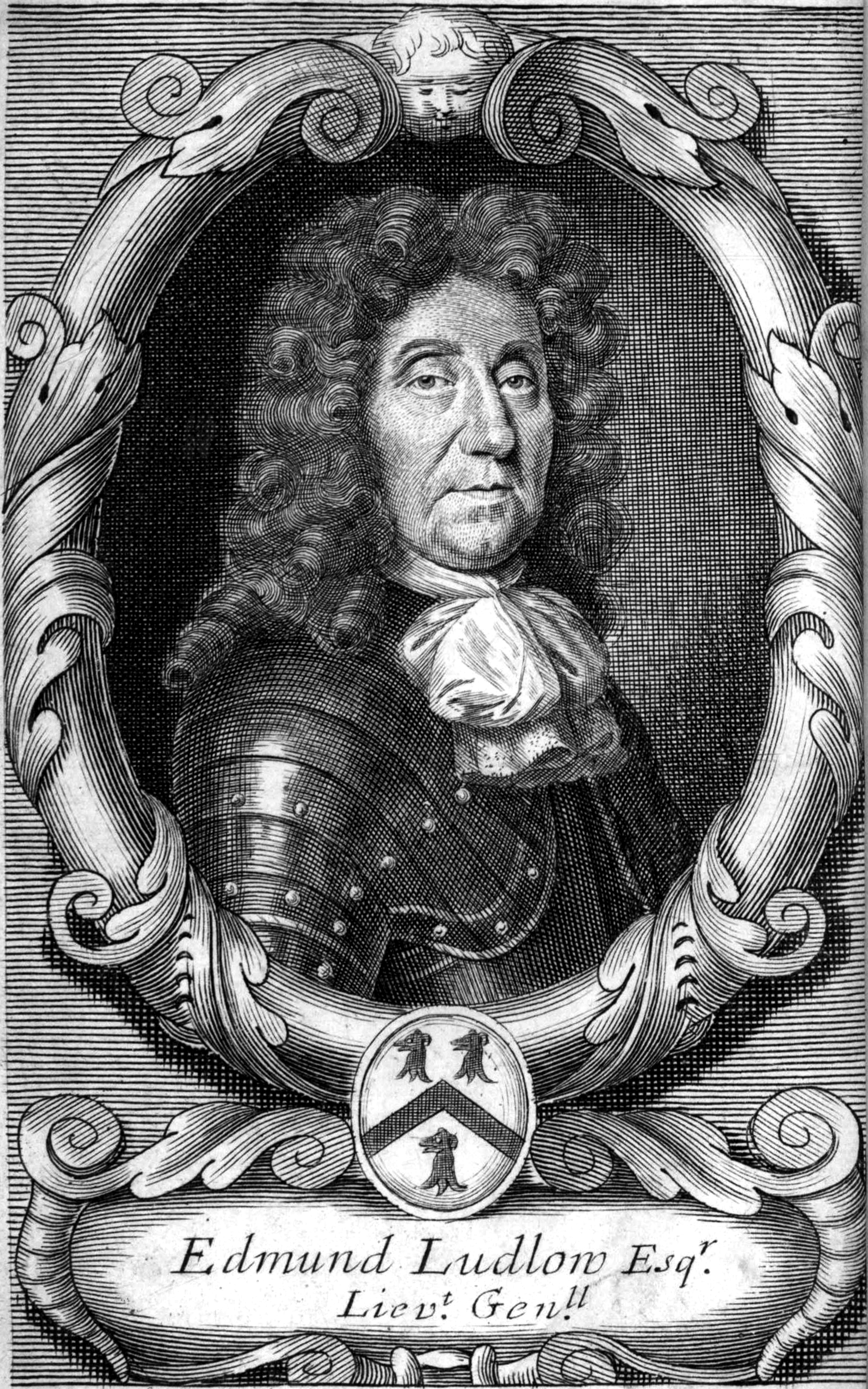
Edmund Ludlow 1689

Edmund Ludlow, er selbst schrieb sich Ludlowe, (* um 1617 in Maiden Bradley, Wiltshire; † 1692 in Vevey, Schweiz) war ein englischer Parlamentarier und General.

## Leben
Ludlow war der Sohn des Gutsbesitzers, Sheriffs von Wiltshire und Parlamentsmitglieds Sir Henry Ludlow (1592–1643). Nach dem Studium in Oxford am Trinity College (1634 bis 1636) wurde er Anwalt und 1638 zugelassen am Inner Temple.
Im Englischen Bürgerkrieg diente er als Freiwilliger in der Leibgarde des Grafen von Essex und nahm am Scharmützel von Powick Bridge bei Worcester und an der Schlacht von Edgehill teil. 1643 ging er wieder nach Wiltshire und wurde Hauptmann der Kavallerie unter Edward Hungerford und Gouverneur von Wardour Castle nach dessen Eroberung durch Hungerford, das er aber im März 1644 nach dreimonatiger Belagerung den Royalisten (Francis Doddington) übergeben musste. Nach einem Gefangenenaustausch im Mai 1644 war er Major in einem Kavallerieregiment unter Arthur Hesilridge. Er nahm an der zweiten Schlacht von Newbury im Oktober 1644 teil, an der Belagerung von Basing House bei Basingstoke im November 1644 und im Dezember am Entsatz von Taunton, das von Royalisten belagert wurde, aber von Robert Blake gehalten wurde. Dabei entkam er nur knapp einem Überraschungsangriff auf sein Regiment im Januar 1645. Hesilridge empfahl ihn für das Kommando eines eigenen Regiments, Ludlow verfolgte aber zunächst eine politische Karriere.
Ab 1645 war er High Sheriff von Wiltshire und als Nachfolger seines Vaters für Wiltshire im englischen Parlament. Dort vertrat er radikale puritanische Ansichten und gehörte zu den Independents, die für strikte Trennung von Kirche und Staat eintraten, und sympathisierte mit den Levellers. Er befürwortete die Säuberung des Parlaments von potentiellen Königstreuen (Pride’s Purge) 1648 und die Verhaftung und Exekution des Königs Karl I. im Januar 1649 (er war einer seiner Richter und unterzeichnete das Todesurteil). Er war danach Mitglied des neu eingerichteten Staatsrats (Council of State) des Commonwealth of England.
Im Juni 1650 ernannte ihn Oliver Cromwell als Generalleutnant zum stellvertretenden Kommandeur der Parlamentsarmee unter Henry Ireton, die die von Cromwell begonnene Eroberung Irlands abschließen sollten. Er nahm an der Belagerung von Limerick 1650/51 teil und übernahm nach dem Tod von Ireton im November 1651 das Kommando, das er bis Oktober 1652 innehatte, als er es an Charles Fleetwood abgab. Davor nahm er noch selbst im Mai 1652 die endgültige Unterwerfung der Iren in Galway entgegen.
Ludlow hielt zu Cromwell, als dieser 1653 das Rumpfparlament auflöste, brach aber mit ihm, als er sich im Dezember 1653 zum Lordprotektor ernannte. Er widersetzte sich in Dublin der Proklamation des Protektorats und trat dann von seinen zivilen Funktionen zurück. Cromwell vermied eine öffentliche Konfrontation und ließ ihm seinen militärischen Rang, beorderte ihn aber im Oktober 1655 zurück nach England. Er war kurz verhaftet (Cromwell persönlich suchte am 12. Dezember in Whitehall das Gespräch mit Ludlow, der aber darauf bestand, das Protektorat wäre illegal und entgegen den Zielen des Bürgerkriegs), bevor ihm der Rückzug aufs Land gestattet wurde, allerdings nicht ins heimatliche Wiltshire. Er war erst nach dem Tod von Cromwell 1658 wieder im neu einberufenen Rumpfparlament (für Hindon 1659), Mitglied des Staatsrats und Teil des Komitees zur Ernennung von Militärbefehlshabern. 1659 bis 1660 war er wieder Oberkommandierender in Irland. Er spielte eine Rolle in den Parteienstreitigkeiten um die künftige parlamentarische Ausrichtung Englands, war aber in Irland, als George Monck 1660 das Heft zugunsten einer Restauration der Stuarts unter Karl II. an sich riss. Da sein Leben als einer der Unterzeichner des Todesurteils für Karl I. in Gefahr war, floh er über Frankreich in die Schweiz, wo ihm Schutz gewährt wurde – sein Leben war allerdings weiter bedroht (der mit ihm geflohene Königsmörder John Lisle wurde 1664 in Lausanne ermordet). Nach der Glorious Revolution 1688 kehrte er noch einmal nach England zurück, sah sich aber weiter von Verhaftung bedroht und floh wieder in die Schweiz.
Er schrieb im Exil eine Autobiographie (A voice from the watch tower), die zuerst 1698/99 in Vevey in drei Bänden erschien (weitere Auflagen folgten zum Beispiel 1720 und 1751). Sie galt lange als wichtige Quelle, bis in den 1970er Jahren ein Teil des Originalmanuskripts in Warwick Castle auftauchte (heute Bodleian Library), das zeigte, dass die Autobiographie von den ersten Herausgebern im 17. Jahrhundert (wahrscheinlich John Toland) stark bearbeitet wurde. Sie unterdrückten seine radikalen puritanischen Ansichten und machten aus ihm einen säkularen Parteigänger der Whigs.

## Schriften
- The memoirs of Edmund Ludlow, Lieutenant-General of the Horse in the army of the Commonwealth of England. 1625–1672, Herausgeber Charles Harding Firth, Oxford, Clarendon Press, 2 Bände, 1894, Digitalisat im Internet Archive: Band 1, Band 2.
  - Neuausgabe nach dem Originalmanuskript von Blair Worden 1978, A voyce from the watch tower, Royal Historical Society, London.
  - Memorien van Edmund Ludlow. Daniel Pain, Amsterdam 1698, urn:nbn:de:bsz:14-db-id18959905643.
- 1691 bis 1693 erschienen auch vier Pamphlete in seinem Namen (unter anderem Truth brought to light, or, The gross forgeries of Dr. Hollingworth in his pamphlet intituled The character of King Charles the First, London 1693), die aber wahrscheinlich nicht auf Ludlow zurückgehen.